# لائورا مورادیان
لائورا گورگنی مورادیان (ارمنی: Լաուրա Գուրգենի Մուրադյան؛ زادهٔ ۳ اکتبر ۱۹۴۰) تاریخ‌نگار ادبی اهل ارمنستان است.

## زندگی‌نامه
وی در ۳ اکتبر ۱۹۴۰ در ایروان به دنیا آمد و از دانشگاه دولتی ایروان (۱۹۶۲) فارغ‌التحصیل گشت. وی از ۱۹۶۹ در انستیتو ادبی و از ۱۹۹۵ در انستیتو دولتی سینما و تئاتر ایروان ۱۹۹۵

## یادداشت
1. ↑  բանասիրական գիտությունների դոկտոր
2. ↑  գրականագետ
3. ↑  Institute of Literature of National Academy of Sciences of Armenia
4. ↑  Institute of Literature of National Academy of Sciences of Armenia